# مارچینووو (شهرستان اوک)
مارچینووو (به لاتین: Marcinowo) یک روستا در لهستان است که در گمینا کالینووو واقع شده‌است.